# Acacia sinuata
Acacia sinuata är en ärtväxtart som först beskrevs av João de Loureiro, och fick sitt nu gällande namn av Elmer Drew Merrill. Acacia sinuata ingår i släktet akacior, och familjen ärtväxter. Inga underarter finns listade i Catalogue of Life.